# Caged Heat
Caged Heat is een Amerikaanse exploitatie-/misdaadfilm uit 1974 en was het regiedebuut van Jonathan Demme.

## Synopsis
Een wegens een roofoverval veroordeeld meisje komt in een beruchte vrouwengevangenis terecht, waar vreselijke wantoestanden heersen en zelfs hersenchirurgie als strafmaatregel wordt toegepast.

## Rolverdeling
| Acteur             | Personage                    |
| ------------------ | ---------------------------- |
| Erica Gavin        | Jacqueline Wilson            |
| Rainbeaux Smith    | Lavelle                      |
| Roberta Collins    | Belle Tyson                  |
| Juanita Brown      | Maggie                       |
| Ella Reid          | Pandora                      |
| Barbara Steele     | Gevangenisdirectrice McQueen |
| Warren Miller      | Dr. Randolph                 |
| Lynda Gold         | "Gekke" Alice                |
| Mickey Fox         | Bernice                      |
| Toby Carr Rafelson | Pinter                       |
| Ann Stockdale      | Bonnie                       |
| Irene Stokes       | Hazel                        |
| Mike Shack         | Jake                         |
| Cynthia Songé      | Rosemary                     |
| Desireé Cousteau   | Debbie (onvermeld)           |
| Gary Goetzman      | Sparky (onvermeld)           |